# João Domingos Bomtempo
João Domingos Bomtempo (ur. 28 grudnia 1775 w Lizbonie, zm. 18 sierpnia 1842 tamże) – portugalski kompozytor i pianista. 

## Życiorys
Jego ojciec, Francisco Saveiro Bomtempo, był z pochodzenia Włochem i zatrudniony był jako oboista w portugalskiej orkiestrze dworskiej. Młody João Domingos uczył się muzyki u boku ojca, następnie w 1801 roku wyjechał na studia do Paryża, gdzie wydał drukiem swoje pierwsze kompozycje. Podczas pobytu w stolicy Francji związał się z kręgiem przebywających na emigracji portugalskich liberałów i stał się zwolennikiem konstytucjonalizmu. W 1810 roku wyjechał do Londynu, gdzie udzielał lekcji gry na fortepianie i wstąpił do loży masońskiej. W 1815 roku powrócił na krótko do Lizbony, którą już rok później musiał jednak opuścić z powodów politycznych. Wrócił na stałe do Portugalii w 1820 roku. W 1822 roku założył w Lizbonie towarzystwo filharmoniczne. W okresie absolutystycznych rządów króla Michała I (1828–1834) ukrywał się na terenie rosyjskiego konsulatu. Powrócił do działalności publicznej po upadku władcy. Zatrudniony na dworze królewskim jako nauczyciel królowej Marii II, został udekorowany komandorią Orderu Chrystusa. W 1835 roku otrzymał posadę dyrektora nowo utworzonego konserwatorium królewskiego. Pochowany został na lizbońskim Cemitério dos Prazeres.
Był pierwszym portugalskim kompozytorem tworzącym muzykę symfoniczną. Utwory Bomtempo utrzymane są w stylistyce klasycznej, z wyraźnymi wpływami twórczości Clementiego oraz J.B. Cramera. Skomponował 2 symfonie, 6 koncertów fortepianowych, liczne sonaty oraz inne utwory na fortepian, kantaty, utwory religijne (w tym requiem), a także operę Alessandro in Efeso. W 1816 roku wydał w Londynie pracę teoretyczną Elementos de música de methodo de tocar piano forte.